# 449-es busz
A 449-es jelzésű helyközi autóbusz Csömör, Laky park és Pécel, vasútállomás között közlekedik. 2017 októberéig 1003-as menetrendi számmal közlekedett. A viszonylatot korábban a Weekendbus Közlekedési Zrt., 2025 áprilisától pedig a MÁV Személyszállítási Zrt. üzemelteti. 2025. április 1-jétől Kistarcsán az Uszoda megállóhely helyett a Vendéglő megállót érinti.

## Útvonala
| Pécel, vasútállomás |
| Csömör, Laky park vá. – Széchenyi utca – Szabadság út – Budapest, Magtár utca – Szabadföld út – – Kistarcsa, felüljáró – Csömör, Auchan bekötőút – Csömör, Auchan Liget – Auchan bekötőút – Kistarcsa, felüljáró – Kórház bekötőút – Szabadság út – Széchenyi utca – Kossuth Lajos utca – Nagytarcsai utca – Nagytarcsa, Kossuth Lajos utca – Zrínyi utca – Rákóczi utca – Petőfi Sándor utca – Ganz Ábrahám utca – Budapest, Tarcsai út – – Péceli út – Pécel, Pesti út – Rákos utca – Ráday Gedeon tér – Baross utca – Állomás utca – Pécel, vasútállomás vá. |
| Csömör, Laky park felé |
| Pécel, vasútállomás vá. – Állomás utca – Rét utca – Pesti út – Budapest, Péceli út – – Tarcsai út – Nagytarcsa, Ganz Ábrahám utca – Petőfi Sándor utca – Rákóczi utca – Zrínyi utca – Kossuth Lajos utca – Kistarcsa, Nagytarcsai utca – Kossuth Lajos utca – Széchenyi utca – Szabadság út – Kórház bekötőút – felüljáró – Csömör, Auchan bekötőút – Csömör, Auchan Liget – Auchan bekötőút – – Budapest, Szabadföld út – Magtár utca – Csömör, Szabadság út – Széchenyi utca – Csömör, Laky park vá.                                                          |

## Megállóhelyei
| 0  | Csömör, Laky park végállomás   | 49 | 419                                                 |
| 1  | Csömör, Fecske utca            | 48 | 419                                                 |
| 2  | Csömör, Rét utca               | 47 | 419                                                 |
| 3  | Csömör, Rákóczi Ferenc utca    | 46 | 419                                                 |
| 5  | Csömör, Hősök tere             | 44 | 419                                                 |
| 6  | Csömör, Petőfi Sándor utca     | 43 | 419                                                 |
| 7  | Csömör, Gorkij fasor H         | 42 | 419                                                 |
| 8  | Csömör, Béke tér               | 41 | 419                                                 |
| 24 | Csömör, Auchan Liget           | 25 | 92                                                  |
| 26 | Kistarcsa, Megyei kórház       | 23 | 92, 92A 410, 430, 440, 441, 448, 504                |
| 28 | Kistarcsa, Vendéglő            | 21 | 410, 430, 440, 441, 448, 504 1040, 1049, 1077, 1078 |
| 33 | Nagytarcsa, Kistemplom         | 16 | 480, 504                                            |
| 36 | Nagytarcsa, községháza         | 13 | 480, 482, 504                                       |
| 41 | Nagytarcsa, Berdó Ipari park   | 8  | 482, 504                                            |
| 47 | Pécel, Orvosi rendelő          | 2  | 169E 1, 1E, 2, 2i (Pécel helyi járat) 484           |
| 48 | Pécel, Ráday Gedeon tér        | ∫  | 169E 1, 1E, 2, 2E, 2i (Pécel helyi járat)           |
| 49 | Pécel, vasútállomás végállomás | 0  | 169E 1, 1E, 2, 2E (Pécel helyi járat) S80           |

Csonkamenetek a viszonylaton
- Csömör, Laky park ◄► Kistarcsa, Megyei kórház; munkaszüneti napok kivételével naponta irányonként 1-1 indulással.